# Неліш
Неліш (пол. Nielisz) — село в Польщі, у гміні Неліш Замойського повіту Люблінського воєводства.
Населення — 779 осіб (2011).
У 1975-1998 роках село належало до Замойського воєводства.

## Демографія
Демографічна структура станом на 31 березня 2011 року:
|          | Загалом | Допрацездатний вік | Працездатний вік | Постпрацездатний вік |
| -------- | ------- | ------------------ | ---------------- | -------------------- |
| Чоловіки | 373     | 64                 | 269              | 40                   |
| Жінки    | 406     | 78                 | 209              | 119                  |
| Разом    | 779     | 142                | 478              | 159                  |